# Haval H2s
La Haval H2s è un'autovettura prodotta dal 2016 al 2019 dalla casa automobilistica cinese Great Wall Motors con il marchio Haval.

## Descrizione

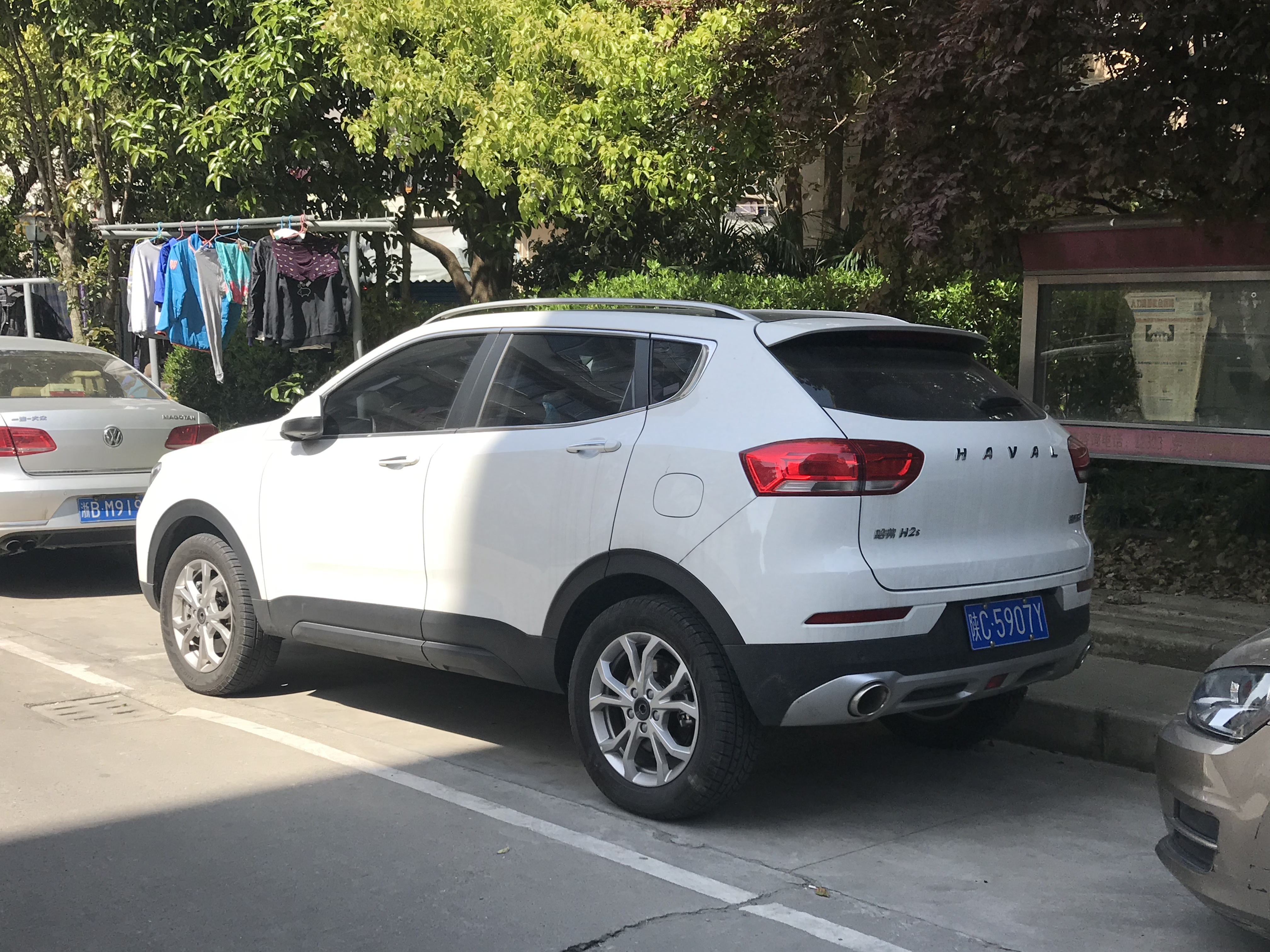
H2s Red Label

Presentata per la prima volta al Salone dell'Auto di Guangzhou nel novembre 2016, la H2s si posiziona leggermente sotto l'Haval H2 nel segmento dei SUV di piccole dimensioni, con un design più moderno simile a quello dell'Haval H6 di seconda generazione.
Proprio come per gli altri contemporanei modelli della Haval, il modello è disponibile in due diverse varianti chiamate Red Label e 'Blue Label. Le varianti si distinguono per un diverso disegno della parte anteriore e posteriore del veicolo, con una griglia frontale più grande e paraurti più generosi e per la parte posteriore più tondeggiante con targa posta sul paraurti per la Red Label, mentre la Blue aveva una griglia più piccola e un posteriore più squadrato e spigoloso, con fanali sottili e targa posta sul portellone.
L'Haval H2s è alimentato da un unici motore a benzina a quattro cilindri turbo da 1,5 litri da produce 110 kW di potenza e 210 Nm di coppia. Il cambio è doppia frizione a sette rapporti fornito dalla Getrag.. 

### Restyling 2018

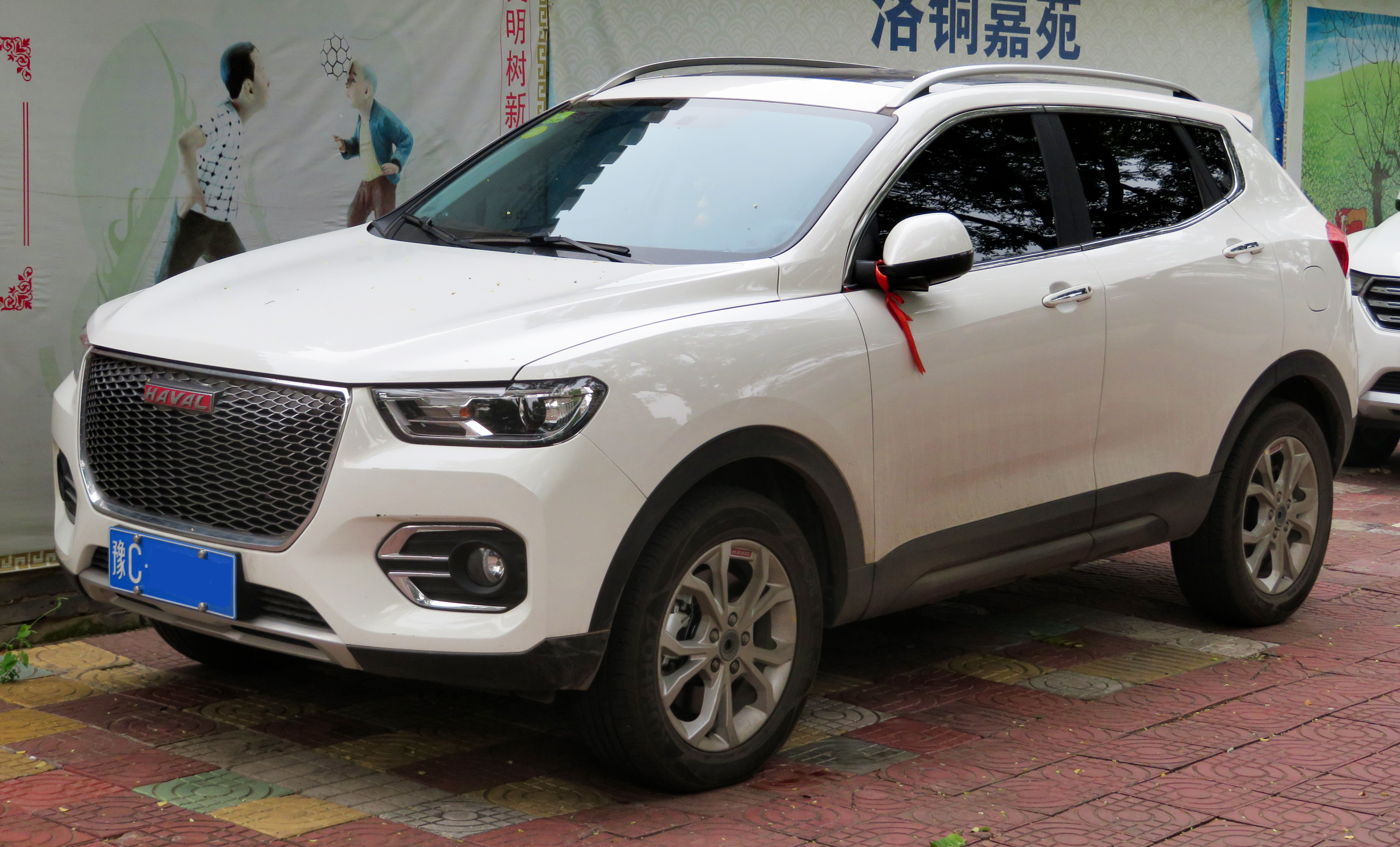
H2s restyling

La vettura è stata sottoposta ad un restyling nel 2018, in concomitanza del quale le  due varianti Red e Blue Label sono state abbandonate, in favore della sola variante Red Label che è stata rinominata Black Label; tutti i modello post-restyling si caratterizzano per una nuova griglia frontale.